# Аутоль
Аутоль (ісп. Autol) — муніципалітет в Іспанії, у складі автономної спільноти Ла-Ріоха. Населення — 4359 осіб (2009).
Муніципалітет розташований на відстані близько 250 км на північний схід від Мадрида, 45 км на південний схід від Логроньйо.

## Демографія
Динаміка населення (INE ):

## Галерея зображень

Розташування муніципалітету
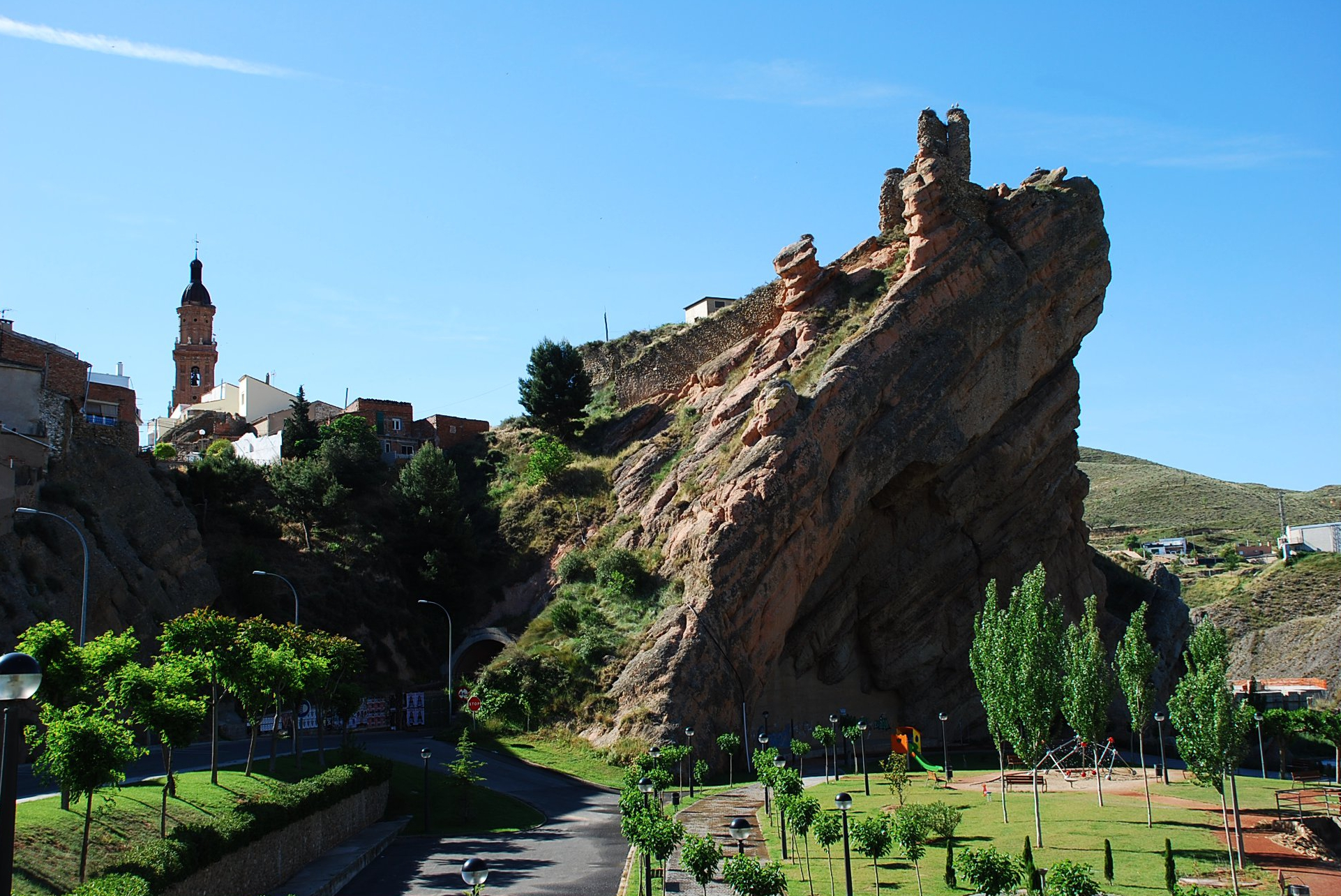
Аутоль, угорі - руїни замку